# Maeda Osamu (Offizier)
Maeda Osamu (japanisch: 前田 治; * 27. April 1887; † 21. Mai 1940 in China) war ein japanischer Offizier und zuletzt Generalleutnant der Kaiserlichen Armee, der im Zweiten Japanisch-Chinesischen Krieg während des Zweiten Weltkrieges als Kommandeur der 35. Division (Dai-sanjūgo Shidan) 1940 beim Einsatz in China fiel.

## Leben
Maeda Osamu absolvierte eine Offiziersausbildung an der Heeresoffizierschule (Rikugun Shikan Gakkō). Daraufhin trat er in die Kaiserlichen Armee (Dai-Nippon Teikoku Rikugun) ein und fand in der Folgezeit zahlreiche Verwendungen als Offizier. Einige Jahre später war er auch Absolvent der Heereshochschule (Rikugun Daigakkō). Nach verschiedenen weiteren Verwendungen als Offizier und Stabsoffizier war er nach seiner Beförderung zum Oberst (taisa) am 1. August 1931 zwischen dem 1. August 1931 und dem 22. November 1932 Kommandeur des 3. Artillerieregiments sowie im Anschluss vom 22. November 1932 bis zum 16. Oktober 1933 Instrukteur an der Heeresschule für schwere Feldartillerie. Nachdem er vom 16. Oktober 1933 bis zum 1. August 1934 zum Inspektorat für Artillerie abgeordnet war, war er zwischen dem 1. August 1934 und dem 2. Dezember 1935 Leiter des Referats Schusswaffen der Abteilung Artillerie im Heeresministerium (Rikugun-shō). Im Anschluss fungierte er vom 2. Dezember 1935 bis zum 1. März 1937 stellvertretender Kommandant der Heeresschule für schwere Feldartillerie.
Nach seiner Beförderung zum Generalmajor (shōshō) am 7. März 1937 war Maeda zwischen dem 1. März 1937 und dem 1. März 1938 Kommandeur der 2. Schweren Feldartillerie-Brigade sowie daraufhin vom 1. März bis zum 15. Juli 1938 Leiter der Abteilung für allgemeine Angelegenheiten der Hauptrüstungsfabrik des Heeres, ehe er zwischen dem 15. Juli 1938 und dem 9. März 1939 Kommandant der Heeresschule für schwere Feldartillerie war. Zuletzt wurde er am 9. März 1939 zum Generalleutnant (chūjō) befördert und wurde zugleich Kommandeur der 35. Division (Dai-sanjūgo Shidan), der sogenannten „Ost-Division“ (Higashi-heidan). In dieser Funktion fiel er am 21. Mai 1940 im Zweiten Japanisch-Chinesischen Krieg während des Zweiten Weltkrieges beim Einsatz in China.